# Иверское (Донецкая область)

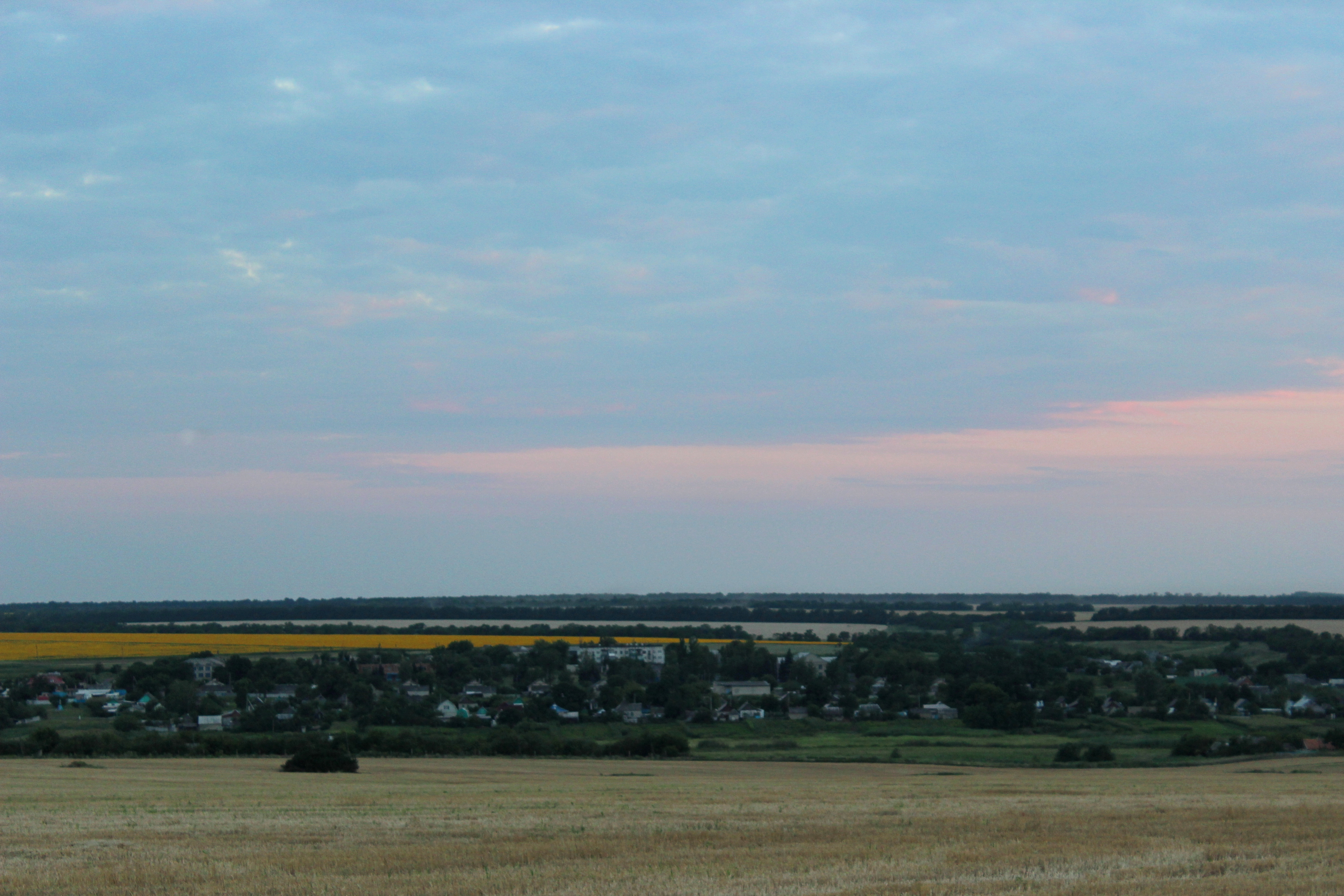
Иверское

И́верское (укр. Іверське) — село в Новодонецкой поселковой общине Краматорского района Донецкой области Украины.

## Общие сведения
Население по переписи 2001 года составляло 1419 человек. Почтовый индекс — 84050. Телефонный код — 6269.

## Местная власть
85010, Донецкая область, Краматорский район, пгт Новодонецкое, ул. Московская, 3.

## История
До 1917 года в составе Российской империи.
С 1 сентября (ст. ст.) по 25 октября (ст. ст.) 1917 года в составе Российской республики. Далее началась Гражданская война.
C 29 апреля по 14 декабря 1918 года во время Гражданской войны в России в составе Украинской державы.
C декабря 1922 года в составе Украинской Советской Социалистической Республики Союза Советских Социалистических Республик.
26 января 1942 года с. Иверское освобождено от гитлеровских германских войск советскими войсками 5-го кавалерийского корпуса (А. А. Гречко) Юго-Западного фронта в ходе Барвенково-Лозовской наступательной операции 18-31.01.1942 года. 5-й кавкорпус фронтового подчинения действовал в полосе наступления 57-й армии.
В мае 1942 года снова оккупировано.